# 福音戰士新劇場版
《福音戰士新劇場版》（ヱヴァンゲリヲン新劇場版，Rebuild of EVANGELION）是日本的动画电影系列，是全新制作的《新世纪福音战士》的再构筑作品。电影導演是制作新世紀福音戰士的庵野秀明。系列分為四部，系列第1作《福音戰士新劇場版：序》于2007年公映，第2作《福音戰士新劇場版：破》于2009年公映，第3作《福音戰士新劇場版：Q》于2012年公映，第4作《福音戰士新劇場版：終》原定于2020年6月公映，後因2019冠状病毒病疫情擴散而延期至2021年3月上映。

## 介紹
2006年9月9日发售的月刊杂志《Newtype》2006年10月号，首次发表将制作《福音战士新剧场版》的消息。之后作品名和预定上映时期多次更改。新劇場版并非采用动画制作通常的制作委员会方式，而是庵野秀明新成立khara独自出资。庵野秀明担任总导演，摩砂雪和鹤卷和哉担任导演，并为此成立了动画工作室studio khara。其他创作成员基本上也相同，亦沿用全數声优。本作并不是原新世纪福音战士系列的续作，而是以《新世纪福音战士》系列为基础重新进行改编制作成全新作品。

## 系列作品
作为全新構思制作的《新世纪福音战士》，作品标题去掉「新世紀」；前三部作品名改用「ヱヴァンゲリヲン」（原有的假名「エ」和「オ」将分别改为「ヱ」和「ヲ」，但英文名「EVANGELION」不变）。而最终回作品名改回「エヴァンゲリオン」。故事前期（主要是第一部）沿用舊有电视版剧情，但后期内容有大幅度改动，包括增加新角色、新的EVA机体、修改剧情及角色姓名（例如惣流·明日香·蘭格雷的「惣流」改成「式波」）等等，而到了《福音戰士新劇場版：Q》故事已完全不同。
| 標題 | 中文標題             | 首映日     | 日本票房/亿日元 | 原作・剧本 總导演 | 导演                       | DVD&Blu-ray                             |
| ---- | -------------------- | ---------- | --------------- | ----------------- | -------------------------- | --------------------------------------- |
|      | 福音戰士新劇場版：序 | 2007-9-1   | 20.0            | 庵野秀明          | 摩砂雪 鹤卷和哉            | 2008-4-25 (1.01 仅DVD) 2009-5-27 (1.11) |
|      | 福音戰士新劇場版：破 | 2009-6-27  | 40.0            | 庵野秀明          | 摩砂雪 鹤卷和哉            | 2010-5-26 (2.22)                        |
|      | 福音戰士新劇場版：Q  | 2012-11-17 | 53.0            | 庵野秀明          | 摩砂雪 前田真宏 鹤卷和哉   | 2013-4-24 (3.33)                        |
|      | 福音戰士新劇場版：終 | 2021-3-8   | 102.3           | 庵野秀明          | 中山勝一 前田真宏 鹤卷和哉 | 2023-3-8 (3.0+1.11)                     |

※“𝄇”为音乐反复记号；“𝄂”则是终止线。另外标题的“シン”可以标记为汉字的“真”或者是“新”

## 发行歷程
- 2006年9月9日发售的动画杂志月刊Newtype2006年10月号，发表将制作《福音戰士新劇場版 REBUILD OF EVANGELION》(暫題)，由『前篇・中篇・后篇・完结篇』(暫題) 共4部组成，预定前篇于2007年初夏、中篇于2008年阳春、后篇和完结篇同时于2008年初夏公开[1]

- 2007年2月17日 – 发布写着庵野总监督的「所信表明」的海报、同时开始上映特报映像 (只有文字情报)。前篇将于初秋2007年9月1日公开，中篇预定公开时间变更为2008年，后篇+完结篇变更为公開日未定。发表的所信表明文的标题「我们又准备做什么?」[5]对应1995年《新世纪福音战士》开播前发表的「我们到底想做什么?」[6]
- 4月11日 - 公布标题『序』『破』『急』『？』
- 9月1日 - 《福音戰士新劇場版：序》(1.0) 公開

- 2008年4月25日 - 《序》(1.01) 特装版DVD发行
- 5月21日 - 《序》(1.01) 通常版DVD发行
- 10月6日 - 官方网站将当初预定2008年公开『破』的公开时间变更为2009年初夏，公布预告海报及副标题[7]

- 2009年2月20日 - 官方网站公布『破』将于2009年6月27日公开[8]
- 5月27日 - 《序》(1.11) BD・DVD发行
- 6月27日 - 《福音戰士新劇場版：破》(2.0) 公開，次回预告公布次回作『急』的标题变更为『Q』并带有『Quickening』字样。
- 7月3日 - NTV「金曜Road Show! 放映《序》(1.01')

- 2010年5月26日 - 《破》(2.22) BD・DVD发行
- 2011年8月26日 - 金曜Road Show! 放映《破》(2.02')，結尾釋出新的預告，預告《Q》将于2012年秋季上映。khara官网亦更新情报[9]

- 2012年1月1日，EVA官网首页更新、公布『Q』的英文标题「EVANGELION:3.0 YOU CAN (NOT) REDO.」，完结篇『？』预定于2013年公开
- 7月1日21时 (JST)，在新宿Wald9電影院大楼的墙面放映影像「EVA-EXTRA 08」，表明《Q》将于2012年11月17日公開。
- 11月9日 - 金曜Road Show! 放映《序》(1.01'')
- 11月16日 - 金曜Road Show! 放映《破》(2.02'') 以及《Q 冒頭6分38秒 TV版》
- 11月17日 - 《福音戰士新劇場版：Q》(3.0) 公開。次回预告中公布次回作『？』的标题为「シン・エヴァンゲリオン劇場版𝄇」(直译『新·福音戰士劇場版𝄇』，以下略記《終》)。官网亦更新，公開日未定[10]

- 2013年4月24日 - 《Q》(3.33) BD・DVD发行
- 2014年8月22日 - 金曜Road Show! 放映《序》(1.01'')
- 8月29日 - 金曜Road Show! 放映《破》(2.02')
- 9月5日 - 金曜Road Show! 放映《Q》(3.03')，公布次回英文标题『EVANGELION:3.0+1.0』
- 10月23日〜31日 - 第27回東京國際電影節主题活动「庵野秀明的世界」上映《序》(1.11)《破》(2.22)《Ｑ》(3.33) 。

- 2015年4月1日 - khara官网发表「关于『新·福音戰士劇場版』以及哥斯拉新作电影庵野秀明的留言」[11]、对《終》的制作状况进行了简单的描述
- 2016年7月19日 - 《新·哥斯拉》完成发布会上，出席的庵野秀明为EVA《終》推迟而谢罪[12]
- 2017年7月29日 - EVA官网首页更新、刊载《終》印象板，并带有「続、そして終。非、そして反。」「鋭意制作中」字样[13]
- 2018年7月20日 - 在日本影院公開《終》特報映像，表明《終》将于2020年上映[14]。7月26日，官网亦公开特報[15]。
- 2019年6月24日 - 宣布将在2019年7月6日向全世界公开《終》片头10分40秒00并发布官方移动应用『EVA-EXTRA』，再次表明《終》将于2020年上映[16]。
- 2019年12月27日 - 宣布《終》將於2020年6月26日公映[17]。
- 2020年4月17日 - 宣布《終》因2019冠状病毒病疫情擴散而延期[18]。
- 2020年10月16日 - 宣布《終》將於2021年1月23日公映[19]。
- 2021年1月14日 - 宣布《終》因2019冠状病毒病疫情擴散而再次延期自3月8日公映[20]。
- 3月8日 - 《福音戰士新劇場版：終》(3.0+1.0) 公開。
- 8月13日 - Amazon Prime Video上架《序》《破》《Ｑ》以及《終》(3.0+1.01) 。

## 設定

### 登場人物
| 角色名                     | 登場作 | 登場作 | 登場作 | 登場作 | 聲優       | 聲優   | 備考                                                                     |
| 角色名                     | 序     | 破     | Q      | 終     | 日本       | 台灣   | 備考                                                                     |
| -------------------------- | ------ | ------ | ------ | ------ | ---------- | ------ | ------------------------------------------------------------------------ |
| 碇真嗣                     | ○      | ○      | ○      | ○      | 緒方惠美   | 蔣鐵城 | 本作主人公。EVA驾驶员、第3適格者。                                       |
| 綾波零                     | ○      | ○      |        | ○      | 林原惠     | 連思宇 | EVA驾驶员、第1適格者。                                                   |
| 綾波型系列的No.6 (暂称)    |        |        | ○      | ○      | 林原惠     | 連思宇 | EVA驾驶员。綾波型的初期批次。                                            |
| 式波·明日香·蘭格雷         |        | ○      | ○      | ○      | 宮村優子   | 李昀晴 | EVA驾驶员、第2適格者。式波型經過一連串互相競爭而存活的最後一人。         |
| 真希波·真理·伊拉絲多莉亞斯 |        | ○      | ○      | ○      | 坂本真綾   | 穆宣名 | EVA驾驶员。新劇場版系列登場。                                            |
| 渚薰                       | ○      | ○      | ○      | ○      | 石田彰     | 賈文安 | EVA驾驶员、Seele的少年。原第1使徒，後為第13使徒。                        |
| 葛城美里                   | ○      | ○      | ○      | ○      | 三石琴乃   | 錢欣郁 | Nerv作戰部長。後Wille的AAA Wunder艦長。                                  |
| 赤木律子                   | ○      | ○      | ○      | ○      | 山口由里子 | 楊凱凱 | Nerv技術开发部所属、E計画担当。後Wille的AAA Wunder副長。                 |
| 碇源堂                     | ○      | ○      | ○      | ○      | 立木文彦   | 夏治世 | Nerv最高司令官。真嗣之父。                                               |
| 冬月耕造                   | ○      | ○      | ○      | ○      | 清川元夢   | 康殿宏 | Nerv副司令。                                                             |
| 加持良治                   |        | ○      |        | ○      | 山寺宏一   | 康殿宏 | Nerv主席監察官。                                                         |
| 加持亮治                   |        |        |        | ○      | 內山昂輝   | 賈文安 | 葛城美里與加持良治之子，與其父同名。新劇場版系列登場。                   |
| 日向誠                     | ○      | ○      | ○      | ○      | 優希比呂   | 賈文安 | Nerv所属職員。十四年後加入Wille，成為AAA Wunder成員。                    |
| 伊吹摩耶                   | ○      | ○      | ○      | ○      | 長澤美樹   | 穆宣名 | Nerv所属職員。十四年後加入Wille，成為AAA Wunder成員，擔任整備長。        |
| 青葉茂                     | ○      | ○      | ○      | ○      | 子安武人   | 康秋樂 | Nerv所属職員。十四年後加入Wille，成為AAA Wunder成員。                    |
| 鈴原冬二                   | ○      | ○      |        | ○      | 关智一     | 劉鵬傑 | 真嗣的同班同学。                                                         |
| 相田劍介                   | ○      | ○      |        | ○      | 岩永哲哉   | 王辰驊 | 真嗣的同班同学。                                                         |
| 洞木光                     | ○      | ○      |        | ○      | 岩男潤子   | 林美秀 | 真嗣的同班同学。                                                         |
| 鈴原樱                     |        | ○      | ○      | ○      | 澤城美雪   | 穆宣名 | 真嗣在AAA Wunder時擔任其管理醫官。鈴原冬二的妹妹。新劇場版系列首次登場。 |
| 高雄浩司                   |        |        | ○      | ○      | 大塚明夫   |        | AAA Wunder成員。新劇場版系列登場。                                       |
| 長良澄                     |        |        | ○      | ○      | 大原沙耶香 |        | AAA Wunder成員。新劇場版系列登場。                                       |
| 多摩秀树                   |        |        | ○      | ○      | 勝杏里     |        | AAA Wunder成員。新劇場版系列登場。                                       |
| 北上绿                     |        |        | ○      | ○      | 伊瀨茉莉也 |        | AAA Wunder成員。新劇場版系列登場。                                       |
| Pen²(片片)                 | ○      | ○      |        | ○      | 林原惠     |        | 美里的寵物，一種瀕臨絕種的溫泉企鵝。                                     |

### EVA
| 機体名    | 正式名                                                                               | 登場作 | 登場作 | 登場作 | 登場作 | 機体色 | 驾驶员                           |
| 機体名    | 正式名                                                                               | 序     | 破     | Q      | 終     | 機体色 | 驾驶员                           |
| --------- | ------------------------------------------------------------------------------------ | ------ | ------ | ------ | ------ | ------ | -------------------------------- |
| 零号機    | 泛用人型決戰兵器 人造人EVANGELION 試作零号機 （※ 《破》是零号機 (改)）               | ○      | ○      |        |        | 山吹色 | 綾波零                           |
| 初号機    | 泛用人型決戰兵器 人造人EVANGELION 試驗初号機                                         | ○      | ○      | ○      | ○      | 紫色   | 碇真嗣                           |
| 2号機     | 泛用人型決戰兵器 人造人EVANGELION 正規實用型2号機（先行量産機） （※ 《Q》是改2号機） |        | ○      | ○      | ○      | 红色   | 明日香 真希波                    |
| 3号機     | 泛用人型決戰兵器 人造人EVANGELION 正規實用型3号機                                    |        | ○      |        |        | 黒色   | 明日香                           |
| 4号機     | 泛用人型決戰兵器 人造人EVANGELION 次世代試驗4号機                                    |        | △      |        |        | 銀色   | 無                               |
| Mark.04   | EVANGELION Mark.04                                                                   |        |        | ○      |        | 黒色   | 自動                             |
| 暂設5号機 | 封印監視特化型限定兵器 人造人EVANGELION 局地限用型暂設5号機                          |        | ○      |        |        | 暗緑色 | 真希波                           |
| Mark.06   | EVANGELION Mark.06                                                                   |        | ○      | ○      |        | 青色   | 渚薰 、自動                      |
| Mark.07   | EVANGELION Mark.07                                                                   |        |        |        | ○      | 白色   | 自動                             |
| 8号機     | 泛用人型決戰兵器 人造人EVANGELION 正規實用型（Wille改装）8号機                       |        |        | ○      | ○      | 粉色   | 真希波                           |
| Mark.09   | EVANGELION Mark.09 EVANGELION Mark.09-A                                              |        |        | ○      | ○      | 山吹色 | 綾波零 (暂称) 進化版的綾波型系列 |
| Mark.10   | EVANGELION Mark.10                                                                   |        |        |        | ○      | 赤紅色 | 進化版的綾波型系列               |
| Mark.11   | EVANGELION Mark.11                                                                   |        |        |        | ○      | 藍色   | 進化版的綾波型系列               |
| Mark.12   | EVANGELION Mark.12                                                                   |        |        |        | ○      | 白色   | 進化版的綾波型系列               |
| 第13号機  | EVANGELION 第13号機                                                                  |        |        | ○      | ○      | 紫色   | 碇真嗣＆渚薰（複座式） 碇源堂    |

### 使徒
| 名称     | 登場作 | 登場作 | 登場作 | 登場作 | 備考                                                                             |
| 名称     | 序     | 破     | Q      | 終     | 備考                                                                             |
| -------- | ------ | ------ | ------ | ------ | -------------------------------------------------------------------------------- |
| 第1使徒  | ○      | ○      | ○      | ○      | 渚薰（TV版第17使徒）                                                             |
| 第2使徒  | ○      | ○      | ○      | ○      | TV版・旧劇場版第2使徒「Lilith」                                                  |
| 第3使徒  |        | ○      |        |        | 新劇場版原創                                                                     |
| 第4使徒  | ○      |        |        |        | TV版第3使徒「Sachiel」                                                           |
| 第5使徒  | ○      |        |        |        | TV版第4使徒「Shamshel」                                                          |
| 第6使徒  | ○      |        |        |        | TV版第5使徒「Ramiel」                                                            |
| 第7使徒  |        | ○      |        |        | 原使用TV版第6使徒「Gaghiel」，但第八集的原畫遺失而改成重新設計                   |
| 第8使徒  |        | ○      |        |        | TV版第10使徒「Sahaquiel」                                                        |
| 第9使徒  |        | ○      |        |        | TV版第13使徒「Bardiel」                                                          |
| 第10使徒 |        | ○      |        |        | TV版第14使徒「Zeruel」                                                           |
| 第11使徒 |        |        |        |        | 未登場                                                                           |
| 第12使徒 |        |        | ○      |        | 新劇場版原創，設計少部分參考TV版第16使徒「Almisael」，真希波称呼为「最後的使徒」 |
| 第13使徒 |        |        | ○      | ○      | 第1使徒「渚薰」，因碇源堂的計謀淪為第13使徒。                                    |

## 获奖
福音戰士新劇場版：序
- 第22回数字内容大奖（日语：デジタルコンテンツグランプリ）[21]
- 第31回日本電影學院獎　優秀動畫作品賞[22]
- 第7回東京動畫獎　年度最佳動畫[23]
  - 監督賞：庵野秀明
- 第13回神戶動畫獎　最佳劇場映畫作品[24]

福音戰士新劇場版：破
- 第15回里昂亞洲電影節　動畫部門第1位[25]
- 第9回東京動畫獎　音乐賞：鷺巢詩郎[26]
- 第33回日本電影學院獎　優秀動畫作品賞[27]

福音戰士新劇場版：Q
- 第36回日本電影學院獎　優秀動畫作品賞[28]
- 第17屆日本新媒体动漫艺术节　動畫部門優秀賞[29]
- 第22回日本電影影評人大獎　動畫監督賞：庵野秀明

福音戰士新劇場版：終
- 第39回金毛獎 最優秀・金賞（日本映畫部門） [30]
- coco賞 2021年最佳電影獎 第1位  [31]
- 2022東京動畫獎 作品賞（劇場電影部門）[32]
- 第45回日本電影學院獎 最佳動畫片獎 [33]

## 脚注

### 註解
1. ↑  鈴原冬二有一个妹妹，为TV版既有设定，但从未登场。新劇場版《破》中只有画面没有配音。
2. ↑  2017年發行的 リボルテック EVANGELION EVOLUTION EV-006 エヴァンゲリオン 4号機 模型玩具顯示新劇場版的4號機為銀色

## 外部連結
- 日本官方網站 evangelion.co.jp （页面存档备份，存于）
  - 福音戰士新劇場版：序 （页面存档备份，存于）
  - 福音戰士新劇場版：破 （页面存档备份，存于）
  - 福音戰士新劇場版：Q （页面存档备份，存于）
  - 新·福音戰士劇場版 （页面存档备份，存于）
- khara公式サイト （页面存档备份，存于）
- 庵野秀明表發表全文及特報動畫 ·可用的历史存档
- 臺灣官方網站-序
- 臺灣官方網站-破